# Vancouverstraat 3-5

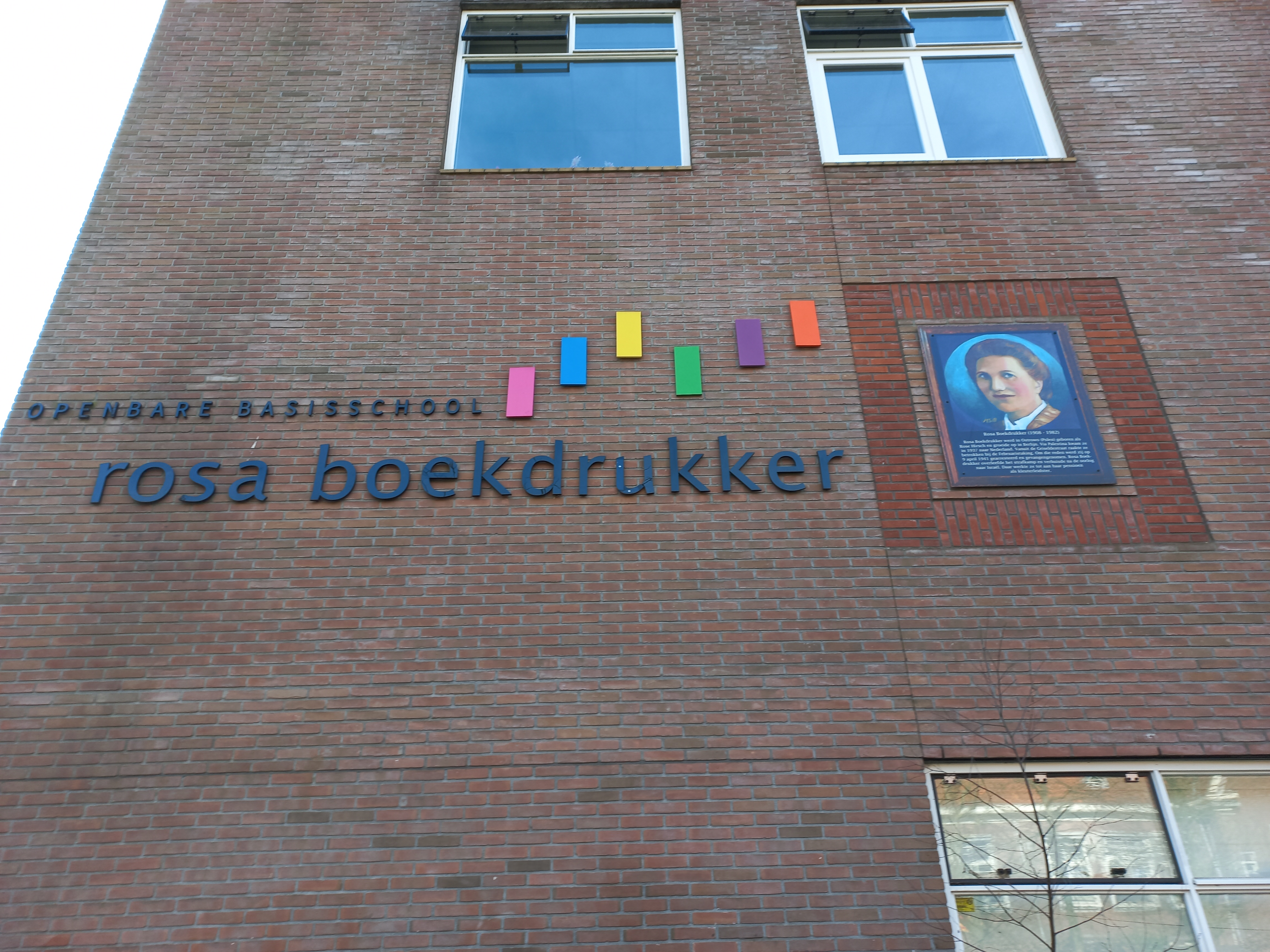
Naam en portret (maart 2025)

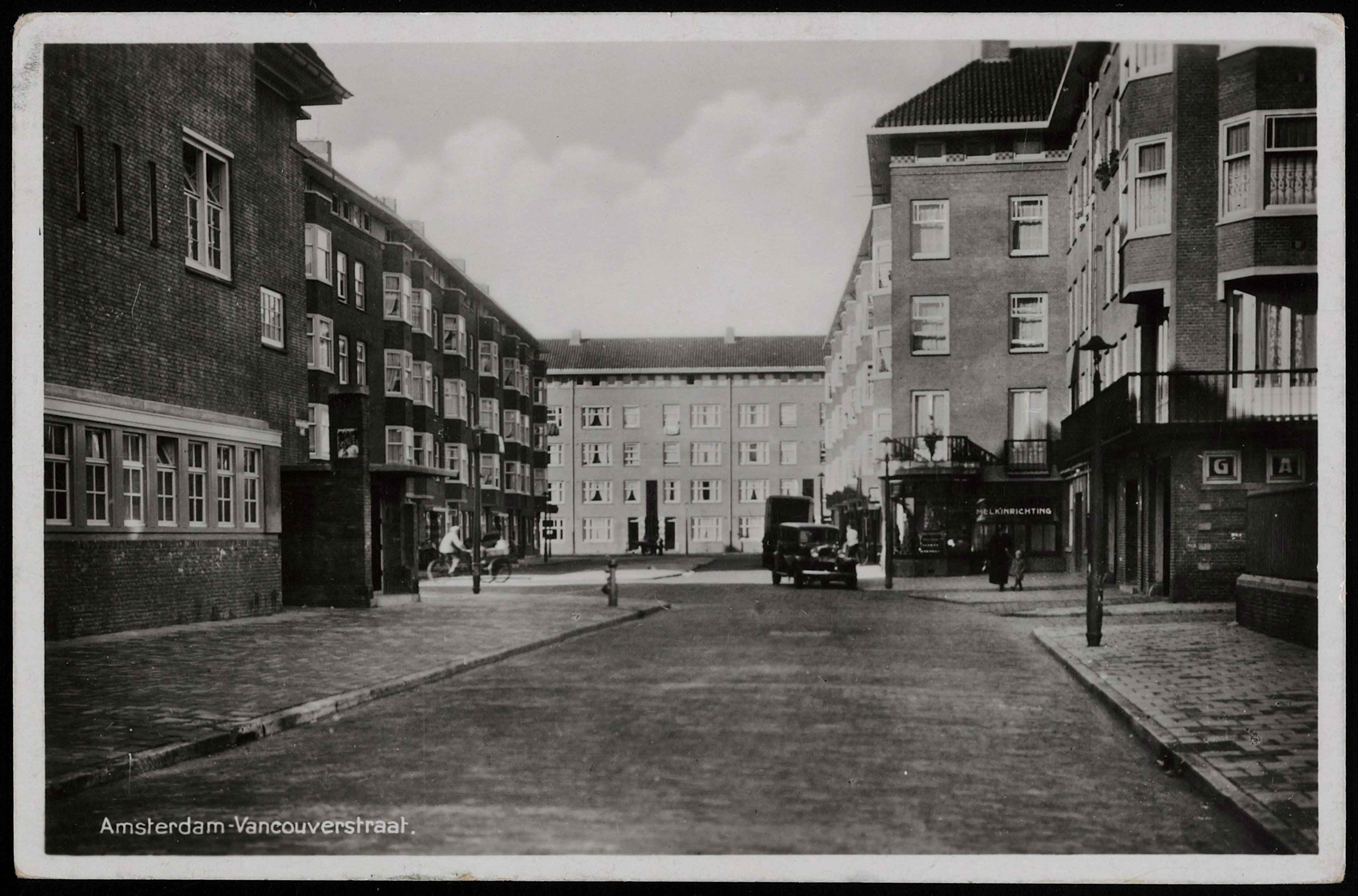
Vancouverstraat met uiterst links de oude school (circa 1930)

Vancouverstraat 3-5 te Amsterdam is een schoolgebouw aan de Vancouverstraat in Amsterdam-West.

## Vancouverstraat
Eeuwenlang is in de omgeving van de huidige school agrarisch bedrijf gevoerd, ook toen de terreinen behoorden tot de gemeente Sloten die bestond uit landerijen met hier en daar wat bewoning. Vanuit Sloten, het op vier na grootste dorp in de gemeente maar wel naamgever, zag men aan de horizon de bebouwing van Amsterdam naar zich toekomen, welke gemeente in 1877 en 1896 al aangrenzend grondgebied had geannexeerd om de stedelijke bevolking te (her)huisvesten. In de 20e eeuw bleek dat Sloten het ondanks hevig verzet niet meer als zelfstandige gemeente zou kunnen bolwerken en met de jaarwisseling van 1920 naar 1921 werd de gehele gemeente Sloten bij Amsterdam gevoegd. Hoe nodig die Amsterdamse uitbreiding was blijkt uit het feit dat die gemeente hier in nog geen tien jaar een hele wijk uit de grond stampte; de latere De Baarsjes. Niet veel later volgde de bijbehorende infrastructuur zoals scholen. De belangrijkste straten ter plekke werden de Jan Evertsenstraat en Jan van Galenstraat; de belangrijkste waterweg de Admiralengracht. De bebouwing vond plaats aan langgerekte straten en enkele korte verbindingsstraatjes. Een van die verbindingsstraatjes werd op 23 juli 1930 vernoemd naar ontdekkingsreiziger George Vancouver; de bekendste straat is wellicht de Marco Polostraat, vernoemd naar Marco Polo. De Vancouverstraat loopt vanaf de gracht westwaarts richting de John Franklinstraat (vernoemd naar John Franklin).

## Gebouw
Voor deze nieuwe wijk werd beginjaren dertig een nieuwe dubbele school neergezet op de hoeken van de Vancouverstraat en Jan van Galenstraat enerzijds en Admiralengracht anderzijds. De ingangen kwamen te liggen aan de Vancouverstraat. Het waren complexe gebouwen met volgens de bouwtekening binnen een dubbele Gewoon lager onderwijs (GLO) met klaslokalen, een gymnastieklokaal, eetzaal en transformatorruimte. Zoals gebruikelijk in die dagen kwam het ontwerp van de Dienst der Publieke Werken, die hier twee scholen liet bouwen met daartussen ruimte voor twee speelplaatsen. De gebouwen, opgetrokken in de gangbare bouwstijl Amsterdamse School, hielden het circa zestig jaar vol. In verband met de vertrekkende kinderen diende het niet alleen tot school, maar ook tot bijvoorbeeld gebedsruimte van de Maranathakerk.
In 1992 vroeg de sector Onderwijs en Welzijn van Stadsdeel De Baarsjes een bouwvergunning aan voor het terrein dat vrijgekomen was door sloop van het zuidelijke gebouw (het noordelijke bleef staan en werd gemeentelijk monument). Stadsvernieuwingsplan "Admiralenbuurt" was in werking getreden, zodat binnen het bestemmingsplan (maatschappelijk doeleinden) een nieuw schoolgebouw neergezet kon worden. Het ontwerp van dit gebouw kwam uit handen van Farquharson en Huisjes Architecten (Walter Dawson Farquharson), gevestigd aan de Amsterdamse Bloemstraat 86; de werktitel was toen nog Vancouverschool, een samensmelting van basisscholen Mercator en De Pionier. Het gebouw met veel baksteen in de gevels valt ten opzichte van de omringende gebouwen op door baksteen lijsten in een afwijkende kleur en metselverband. De fusie van beide scholen vroeg om een nieuwe naam, die meer gericht was naar de meer samengestelde bevolking. Dit en meer aandacht voor het bestrijden van racisme leidde tot de nieuwe naam OBS Rosa Boekdrukker; vernoemd naar kleuterleidster en verzetsvrouw Rosa Boekdrukker (Rose Hirsch getrouwd met Nico Boekdrukker). Bovendien woonde Boekdrukker-Hirsch in deze buurt (Griseldestraat, Bos en Lommer). De school werd geopend door haar zoon Abraham Wolffs, die de achternaam kreeg van haar tweede echtgenote.
In 2015 werd als gevolg van het dertigjarig bestaan een plaquette aan de gevel bevestigd met een door docente Margreet Steltenpool geschilderd portret. Het portret is passend gemaakt zodat het in één van de lijsten past.